# UN*X
UN*X (anglicky Unix-like) je označení pro víceúlohový a víceuživatelský operační systém, vycházející z filosofie operačního systému UNIX. Teoreticky je každý UNIX UN*Xem, ale v praxi se jako UN*X označují pouze operační systémy, které nejsou UNIX.
Na rozdíl od různých klonů UNIXu, které jsou zpravidla proprietárním vlastnictvím různých firem a jejich licence nedovoluje jejich volné šíření a úpravy kódu, mnohé UN*Xové operační systémy mají otevřený zdrojový kód a je možno je volně šířit a volně upravovat. Z těchto důvodů nastal zejména v průběhu devadesátých let minulého století takový bouřlivý vývoj, že počet jejich implementací mnohonásobně převýšil počet komerčně vyvíjených UNIXů. Některé firmy dokonce přistoupily na to, že zdrojové kódy svých UNIXových operačních systémů uvolnily a zpřístupnily.
Na UN*Xové bázi je založeno velké množství dnes používaných operačních systémů na serverech, na pracovních stanicích i na osobních počítačích.

## Definice
The Open Group vlastní ochrannou známku UNIX a spravuje Single Unix Specification s tím, že název „UNIX“ se používá jako certifikační značka. Jejich pokyny vyžadují prezentování „UNIX“ velkými písmeny, či ho jinak odlišit od okolního textu. Silně doporučují používat název Unix jako branding adjektivum pro obecné slovo jako „systém“, a odradit od jeho použití ve výrazech spojených čárkou.
Většina často považuje „Unix“ za zobecnělou značku. Někteří přidávají do názvu přídavný znak, k vytvoření zkratky jako „Un*x“ nebo „*nix“, protože Unix-like systémy mají často Unix-like jména jako AIX, A/UX, HP-UX, IRIX, Linux, Minix, Ultrix a Xenix. Tyto vzory neplatí na všechny systémy, ale je stále obecně rozpoznatelné, že patří mezi potomky UNIX nebo work-alike systémů, včetně těch s mnoha naprosto nepodobnými jmény jako Darwin/OS X, illumos/Solaris nebo FreeBSD.
V roce 2007, se Wayne R. Gray soudil ohledně prestiže UNIX jako ochranné známky, ale soud prohrál a znovu i u odvolacího soudu, kde ale soud podpořil značku a její vlastnictví.

## Historie
Proprietární klony UNIXu měly různé nevýhody. Pro řadu běžných uživatelů byly nedostupné pro jejich vysokou cenu a pro běžné vývojáře nebyly k dispozici zdrojové kódy. Již tvůrci UNIXu se snažili zpřístupnit UNIX širším vrstvám uživatelů, zejména v té době univerzitám, ale byly problémy s licenční politikou. Z tohoto důvodu vznikaly již od začátku 80. let různé snahy a iniciativy, které postupně vedly ke zpřístupnění takových operačních systémů, jako je UNIX. Protože u UNIXu je licencován nejenom kód, ale i název UNIX je kryt ochrannou známkou, vznikly snahy o napsání kompletně nového operačního systému, který by se choval „jako UNIX“, tj. byl by „Unix-like“. Podobně, jak v některých „zakázaných slovech“ píšeme místo nějakého písmene hvězdičku, začal se pro takovéto operační systémy používat název UN*X.

## GNU
Nejznámější je iniciativa Richarda Stallmana, který v roce 1983 založil projekt GNU, kterážto rekurzivní zkratka se vykládá jakožto „GNU's Not Unix!“, tedy „GNU není UNIX“. Znamená to, že přestože je GNU podobné UNIXu, není to UNIX, protože jednak nepoužívá ochrannou známku UNIX, a jednak nepoužívá kód, který by měl UNIXovou či jakoukoliv jinou licenci, která není volná.

## GNU/Hurd
Od roku 1990 začaly v rámci GNU práce na vlastním mikrojádru, které bylo nazváno GNU Hurd. Jeho vývoj pokračuje dodnes, i když poslední dobou se zrychlil. Přestože se jedná o vysoce perspektivní vývoj, cesta k jeho praktické upotřebitelnosti byla nejspíš daleko více trnitá, než se původně zdálo.

## Linux
O nejbouřlivější rozvoj UN*Xů se zasloužil Linux. Je to jádro operačního systému, které v roce 1991 publikoval Linus Torvalds. Oproti jádru vyvíjenému v rámci GNU se však v té době ukázalo být Linusovo monolitické jádro praktičtější.

## BSD licence
Na počátku devadesátých let dvacátého století uvolnila Kalifornská univerzita v Berkeley kód svého UNIXu pod licencí, která umožnila jeho volné šíření (BSD = Berkeley Software Distribution). Na základě toho vzniklo později několik UN*Xových operačních systémů, jako jsou například
- FreeBSD
- OpenBSD
- NetBSD

## OpenSolaris
Počátkem 21. století uvolnila firma Sun Microsystems kód svého operačního systému Solaris a tím dala vzniknout dalšímu UN*Xovému operačnímu systému.

## UN*Xové distribuce
Distribucí operačního systému se míní množství programových balíků, který je možno nějakým způsobem šířit, ať již volně či za úplatu. Předpokládá se, že instalací takové distribuce na počítač bude nainstalován nejen základní operační systém, tj. jádro, příkazový interpret, případně grafické uživatelské rozhraní, ale i různé utility pro správu tohoto operačního systému a navíc množství různých užitečných programů (aplikací).
Protože vývoj celého tohoto vybavení je výsledkem činnosti množství programátorů, je nejdůležitějším požadavkem zabezpečit jejich vzájemnou kooperaci tak, aby výsledky práce jedněch byly využitelné jinými. Jde zejména o problém závislostí (dependencí), kdy nějaký software závisí na jiném tak, že se časem vytvoří velmi komplikovaná síť vzájemných vazeb.
Tento problém se řeší tak, že se několik vzájemně souvisejících částí software „zabalí“ do jednoho balíku, ve kterém je jasně vyznačeno, na jakých jiných balících je daný balík závislý. Jednotlivé balíky je potom možné šířit směrem k uživatelům, ať již po Internetu anebo na CD, DVD či jinými způsoby.
Nad těmito balíky potom musí pracovat další software, který dokáže jednotlivé balíky instalovat na počítač podle požadavků správce počítače a zároveň výše uvedené problémy se závislostmi správně řešit. Tímto způsobem vzniká tzv. balíčkovací systém.

## Debian
První distribuci Debianu uvolnil v roce 1993 pod licencí GPL Ian Murdock jakožto distribuci GNU/Linuxu. Systém pro správu balíků dpkg byl neustále zdokonalován, až se z něj vyvinul systém APT. Balíčkovací systém poté převzaly či upravily i jiné Linuxové distribuce.
Debian však nezůstal pouze distribucí Linuxu, tj. UN*Xového operačního systému, založeného na Linuxovém jádře, ale s pomocí stejných balíčkovacích a bugtrackingových mechanismů jsou distribuovány i UN*Xové systémy založené na jiných než Linuxových jádrech. Kromě systému Debian GNU/Hurd (“hurd-i386”), založeného na mikrojádře Hurd, jsou distribuovány i systémy Debian GNU/NetBSD (“netbsd-i386” a “netbsd-alpha”) a Debian GNU/kFreeBSD (“kfreebsd-gnu”) (např. distribuce Ging). (Tyto nelinuxové UN*Xy jsou však v současné době pouze v ověřovacím stadiu a nejsou proto vhodné pro nezkušené uživatele.)

## Linuxové distribuce
Nejrozšířenějšími UN*Xovými distribucemi jsou linuxové distribuce.

## Nelinuxové distribuce
Kromě výše zmíněného Debianu, který distribuuje linuxová i nelinuxová jádra, uvádíme nejznámější distribuce a další z nich postupně odvozené – zejména live distribuce) – včetně jejich domácích stránek:
- BSD
  - FreeBSD http://www.freebsd.org
    - PC-BSD http://www.pcbsd.org/
    - FreeSBIE http://www.freesbie.org Archivováno 13. 6. 2007 na Wayback Machine.
      - DesktopBSD http://www.desktopbsd.net

  - DragonFly BSD http://www.dragonflybsd.org
  - NetBSD http://www.netbsd.org/
  - OpenBSD http://www.openbsd.org/
- OpenSolaris https://web.archive.org/web/20050614010943/http://www.opensolaris.org/
  - BeleniX https://web.archive.org/web/20120620105143/http://belenix.sarovar.org/
  - Nexenta (alfa verze) http://www.gnusolaris.org Archivováno 22. 10. 2020 na Wayback Machine.

## Příbuzná témata
- Operační systém
- UNIX
- Linuxová distribuce